# HDR10+
HDR10+ je technologie vysokého dynamického rozsahu (HDR) pro video obsah. Přidává dynamická metadata k už existujícím zdrojovým souborům HDR10.
Dynamická metadata umožňují úpravu úrovní jasu pro každý jednotlivý snímek. Tím dosahuje barevnějšího, kontrastnějšího zobrazení obsahu, který je ve výsledku detailnější, realističtější a dynamičtější. 
HDR10+ byla vyvinuta konsorciem 3 společností: 20th Century Fox, Panasonic a Samsung  v roce 2017. 

## Popis
Oproti jiným dynamickým metadatovým systémům je HDR10+ schopná identifikovat nejdůležitější oblasti každé scény, aby se zlepšila jejich reprodukce. A to dělá ve třech krocích:
1. Během procesu HDR10+ masteringu systém shromažďuje komplexní statistiky rozložení jasu, které popisují všechny úrovně odstínů šedé v každé scéně. V metadatech je pak obsažen přesný počet pixelů v devíti různých úrovních odstínu šedé.
2. Masteringový systém poté používá tato data k vytvoření vysoce sofistikované, přizpůsobené křivky mapování tónů pro každou scénu. Této křivce se říká „řízená křivka“. Tato křivka je také obsažena v metadatech.
3. Stejně jako u HDR10 každé zařízení pro spotřebitele upravuje křivku mapování tónů podle specifické jasové schopnosti jednotlivého displeje.

Tímto dosahuje toho, že jsou jemné odstíny lépe zobrazeny v nejdůležitějších částech každé scény, kde se nacházejí obrazové elementy. Například tón pleti. 

## Technické údaje
HDR10+ podporuje také další vylepšení kvality zobrazovaného obsahu. Rozlišení v 8K, kvatizaci až na 16 bitů a jas displeje až do 10 000 nitů.
Někteří výrobci, jako například LG a Sony, HDR10+ technologii nepodporují. Ale HDR10+ je kompatibilní, a tak když tato zařízení nejsou schopná interpretovat signál HDR10+, přizpůsobí se a HDR10+ dynamická metadata ignoruje. Tudíž zařízení vidí jen HDR10, které jsou už schopny rozšifrovat.